# Alphonse Duvernoy

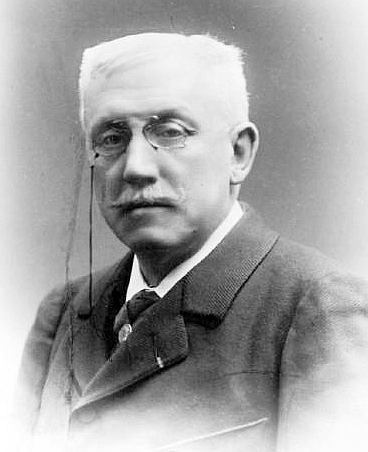
Victor-Alphonse Duvernoy

Victor-Alphonse Duvernoy (Parijs, 30 augustus 1842 - aldaar, 7 maart 1907) was een Frans pianist en componist. Duvernoy was de leraar van Alexander Winkler (1865-1935) en Norah Drewett de Kresz (1882-1960). De zanger en pianist Edmond Duvernoy was zijn broer.

## Leven en carrière
Duvernoy was de zoon van bas-bariton Charles-François Duvernoy (1796-1872). Hij was een leerling van Antoine François Marmontel, François Bazin en Auguste Barbereau op het Conservatorium van Parijs, waar hij piano studeerde vanaf 1886. Hij maakte vervolgens carrière als pianovirtuoos, componist en docent piano aan het Conservatorium van Parijs.
Hij componeerde opera's, een ballet, symfonische werken en kamermuziek, evenals muziek voor piano. Zijn 1880 symfonisch gedicht La Tempête voor solisten, koor en orkest op de tekst van William Shakespeares The Tempest won de Grand Prix de la Ville de Paris in 1900.

## Geselecteerde werken

### Toneelwerken
- Sardanapale, opera in 3 akten (1882, Parijs, Concerts Lamoureux), libretto van Pierre Berton naar Lord Byron
- Le baron Frick, operette - pasticcio in 1 act (1885, Parijs); libretto van Ernest Depre en Charles Clairville
- Helle, opera in 4 aktes (1896, Parijs, Opera National de Paris); libretto van Charles-Louis-Étienne Nuitter en Camille du Locle
- Bacchus, ballet in 3 akten, 5 scènes (1902, Parijs, Opera National de Paris); libretto van Georges Hartmann en Jacques Hansen naar een gedicht van Auguste Mermet

### Symfonieorkest
- Hernani, ouverture (1890)

### Soloconcerten
- 2 Fragments symphoniques voor piano en orkest (1876)
- Morceau de concert voor piano en orkest, opus 20 (1877), opgedragen aan Mathurin Barbereau
- Scène de bal voor piano en orkest, Op. 28 (1885)
- Fantaisie Symphonique voor piano en orkest (1905)

### Kamermuziek
- Pianotrio in e mineur, Op. 11 (c.1868)
- Sonate nr. 1 voor viool en piano, Op. 23 (1885)
- Serenade voor trompet, 2 violen, altviool, cello, contrabas en piano, Op. 24 (1906)
- Deux morceaux voor fluit en piano, Op. 41 (1898)

# Lamento
# Intermezzo
- Concertino voor fluit en piano (of orkest), Op. 45 (1899)
- Strijkkwartet in c mineur, Op. 46 (1899)
- Lied voor altviool en piano, Op.47 (1901)
- Sonate nr. 2 in c mineur voor viool en piano, Op. 51 (1905)

### Piano
- Zes stukken (gepubliceerd 1868)

# Romance sans paroles
# Gavotte
# Prelude
# Poco agitato
# Chanson
# Étude
- Ballade, Op. 8 nr. 1 (gepubliceerd 1872)
- Serenade, Op. 8 nr. 2
- Queen Mab (gepubliceerd 1872)
- Betreurt! (gepubliceerd 1872)
- Le message, Caprice (gepubliceerd 1875)
- Cinq pièces de genre (gepubliceerd 1876)
- Voyage où il vous plaira, 15 stukken, Op. 21 (gepubliceerd 1879)

# En route!
# Recit
# Menuet
# Orientale
# Conversatie
# Allegrezza
# Promenade
# Ischl
# Souvenir
# Momente de caprice
# Chanson
# Un soir
# Inquietude
# Kilia
# Retour
- La Tempête, Airs de ballet voor piano 4-handen (1881)
- Pensee musicale, Op. 25 (1885)
- Intermède, Op. 26 (1885)
- Scherzetto, Op. 27 (1885)
- Deux pièces, Op. 35
- Sous bois, Op. 36 (1894)
- Humoresque, Op. 42
- L'ecole du mecanisme, 100 Études (1903)
- Sonate in A majeur, Op.52 (1906)

### Koormuziek
- La Tempête, symfonisch gedicht in 3 delen voor solisten, koor en orkest (1880); tekst van Armand Silvestre en Pierre Berton naar The Tempest van William Shakespeare
- Cleopâtre, Scène lyrique voor sopraan, koor en orkest (1885?); tekst van Louis Gallet

### Vocaal
- Zes melodieën voor zang en piano, Op. 7

# Amour; tekst van Pierre de Ronsard
# La Caravane humaine; tekst van Theophile Gautier
# Romance; tekst van Theophile Gautier
# Les Matelots; tekst van Theophile Gautier
# Soupirs; tekst van Sully Prudhomme
# La fuite; tekst van Theophile Gautier
- Chanson d'amour voor zang en piano (1904); tekst van Louis Bouilhet
- Douces larmes voor zang en piano (1905); tekst van Paul Gravollet
- Chansons de page voor tenor of sopraan; tekst van Stephane Bordese